# 异疱疹病毒科
异疱疹病毒科（學名：Alloherpesviridae）是皰疹病毒目的一個科，本科病毒以兩生類或魚類為宿主，現有4個屬共12種病毒。分子種系發生學研究顯示本科可分為兩大演化支，其中一個類群以鯉科與鰻鱺科魚類為宿主，另一個類群以北美鯰科、鮭科及鱘科魚類以及蛙科動物為宿主。

## 分類
- 蛙疱疹病毒属 Batrachovirus
- 鲤鱼病毒属 Cyprinivirus
- 鮰鱼疱疹病毒属 Ictalurivirus
- 鲑鱼疱疹病毒属 Salmonivirus

## 病毒學
异疱疹病毒科的病毒外型多為二十面體，直徑約150－200奈米，基因組為不分段的線形DNA，長度介於134－248kb之間。